# Île Air Force
L'île Air Force fait partie de l'archipel arctique canadien du Nunavut, dans la région du Qikiqtaaluk, au sud-ouest de l'île de Baffin.
La première mention écrite de l'île, comme celles des îles voisines du Prince-Charles et Foley, en 1948, est faite par un pilote de la Royal Canadian Air Force (RCAF), Albert-Ernest Tomkinson, pilotant un Avro Lancaster. L'île est nommée en reconnaissance de l'exploration de l'archipel arctique canadien par l'armée de l'air canadienne.